# Fehmi Agani
Fehmi Agani (Đakovica, 1932. – Priština, 1999.), bio je kosovski albanski novinar, filozof, sociolog, političar, profesor prištinskog sveučilišta i akademik Kosovske akademije znanosti i umjetnosti.

## Životopis
Rodio se 1932. u Đakovici. Studirao je na beogradskom sveučilištu. Diplomirao na Grupi za filozofiju i sociologiju 1959. i magistrirao 1965. godine. Doktorirao je sociologiju na Sveučilištu u Prištini 1973. godine. Bio je novinar Rilindje. Potom je bio asistent i profesor sociologije na Filozofskom fakultetu u Prištini. Jedno je vrijeme predavao i na nastavi na srpskom jeziku. Bio je direktor Albanološkog instituta u Prištini.
Od osnivanja članom je Demokratskog saveza Kosova Ibrahima Rugove kojemu je bio potpredsjednikom. Jedan je od glavnih stratega osamostaljenja Republike Kosova na čemu je po nekima radio još šezdesetih godina 20. stoljeća.
Ubila ga je srpska policija 6. svibnja 1999. godine, za vrijeme NATO-va bombardiranja SRJ. Oteli su ga iz vlaka koji se je vraćao s makedonske granice. Nakon otmice, ubrzo je ubijen. Srbijanske su vlasti po oprobanom receptu optuživale svoje protivnike, OVK da je ubio Aganija.
6. svibnja 2004. proglašen je za Heroja Kosova (Urdhri Hero i Kosovës).

## Djela
- Në rrjedha të mendimit sociologjik - Vepra I 1990. ISBN 9951-05-000-X dhe ISBN 9951-05-001-8
- Për shoqërinë civile - Vepra II ISBN 9951-05-000-X dhe ISBN 9951-05-002-6
- Demokracia, Kombi, Vetëvendosja - Vepra III ISBN 9951-05-000-X dhe ISBN 9951-05-003-4
- Partitë dhe grupet politike në Shqipëri gajtë luftës së dytë botërore (1939 - 1945)- Vepra IV ISBN 9951-05-000-X dhe ISBN 9951-05-004-2
- Sindikatat Gjermane dhe shkrime tjera - Vepra V ISBN 9951-05-000-X dhe ISBN 9951-05-005-0
- Gjuha e dhunës dhe zëri i arsyes - Vepra VI ISBN 9951-05-000-X dhe ISBN 9951-05-006-9
- Pavarësia gjasa dhe shpresë - Vepra VII ISBN 9951-05-000-X dhe ISBN 9951-05-007-7.
- Intervista, reagime - Vepra VIII ISBN 9951-05-000X dhe ISBN 9951-008-5 nevaljani ISBN.

## Vanjske poveznice
- CNN - NATO says prominent Kosovo leaders executed  Arhivirana inačica izvorne stranice od 28. listopada 2019. (Wayback Machine) - (engl.)
- Death squads go door to door `executing' Kosovo intel lectuals - (engl.)
- Kosovo peace envoy killed  Arhivirana inačica izvorne stranice od 6. rujna 2005. (Wayback Machine) - (engl.)
- The Suspended Flight of a Kosovo Dove; Peacemaker Fehmi Agani's Family Tells of His Final Days[neaktivna poveznica] - (engl.)
- Highlights of the AAP newsfile, Tuesday morning - (engl.)
- Albanese leiders geëxecuteerd - (nizoz.)
- Revista PASQYRA - (alb.)
- Milosevic revokes Kosovo's autonomy - (engl.)
- Liberty Live - Фехми Агани, второй человек в партии Демократический Союз Косово - был убит 7 мая - (rus.)